# 東紅水河壯語
東紅水河壯語是北部台语支下的一種語言，使用於廣西的黔江以南、以及紅水河東部的地區。